# Pinellia
Pinellia é um género botânico pertencente à família Araceae.

## Espécies
- Pinellia cordata N.E.Br. - Anhui, Fujian, Guangdong, Guangxi, Guizhou, Hubei, Hunan, Jiangxi, Zhejiang
- Pinellia fujianensis H.Li & G.H.Zhu - Fujian
- Pinellia integrifolia N.E.Br. - Sichuan, Chongqing, Hubei
- Pinellia pedatisecta Schott - Anhui, Fujian, Guangxi, Guizhou, Hebei, Henan, Hubei, Hunan, Jiangsu, Shaanxi, Shandong, Shanxi, Sichuan, Yunnan, Zhejiang
- Pinellia peltata C.Pei - Fujian, Zhejiang
- Pinellia polyphylla S.L.Hu - Sichuan
- Pinellia ternata (Thunb.) Makino - Japão, Coreia, ilhas Ryukyu, lete e centro da China; naturalizada na Alemanha, Áustria, Califórnia, Ontário, nordeste dos Estados Unidos
- Pinellia tripartita (Blume) Schott - Japão, ilhas Ryukyu Islands, Hong Kong
- Pinellia yaoluopingensis X.H.Guo & X.L.Liu - Anhui, Jiangsu